# St. Leonhard (Strobenried)

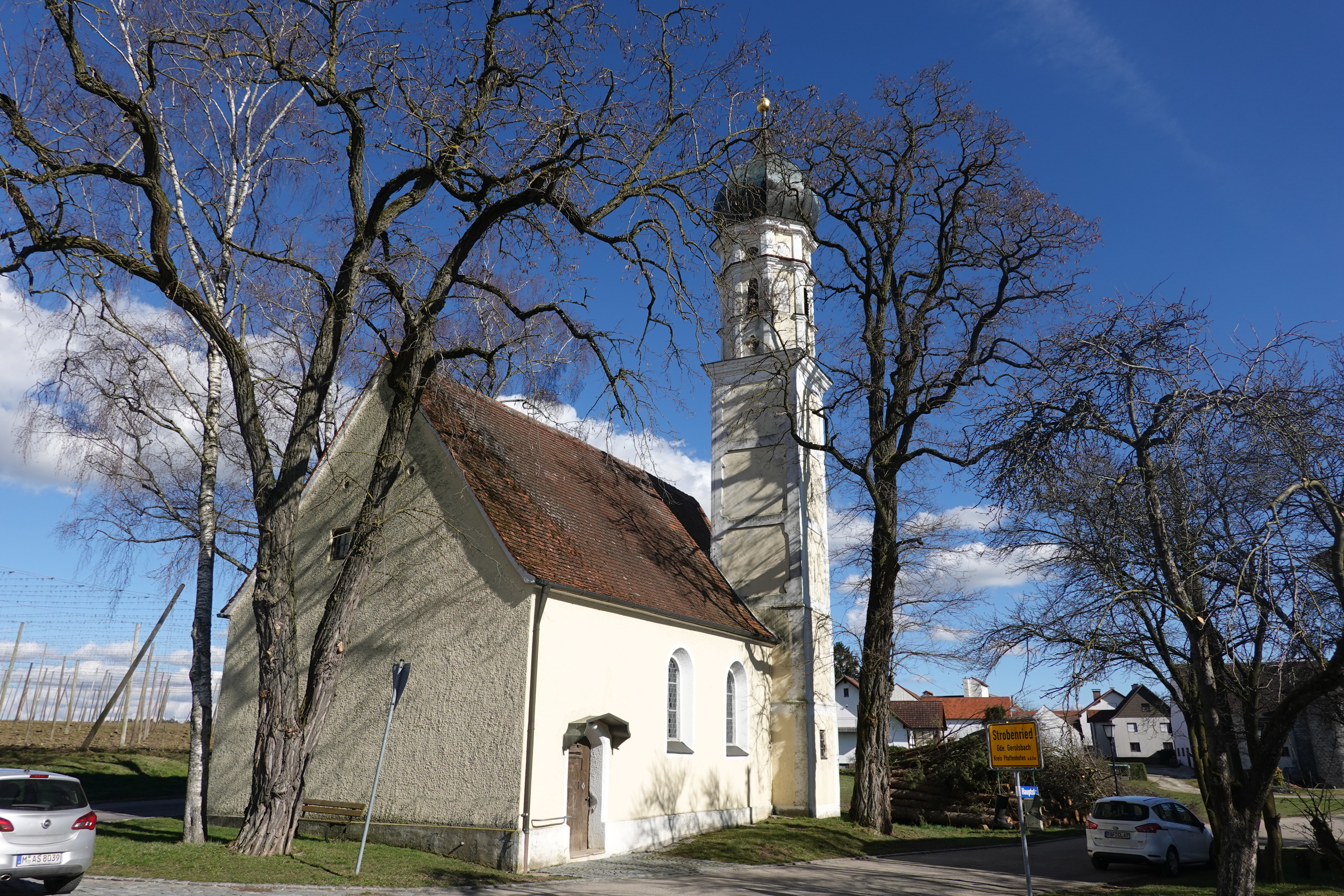
St. Leonhard in Strobenried

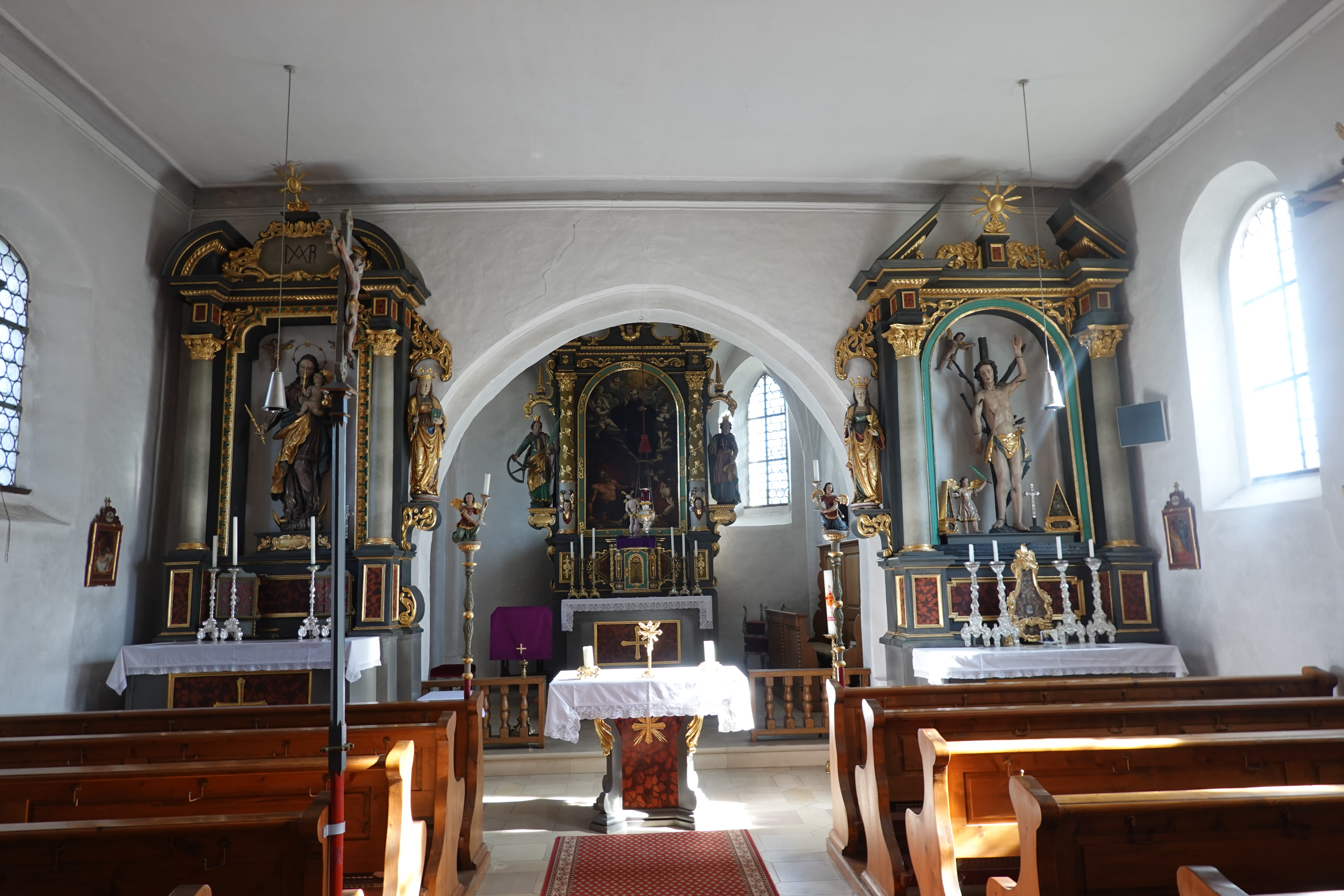
Innenraum

Die römisch-katholische Filialkirche St. Leonhard steht in Strobenried, einem Gemeindeteil von Gerolsbach im oberbayerischen Landkreis Pfaffenhofen an der Ilm. Sie ist in der Liste der Baudenkmäler in Gerolsbach unter der Nummer D-1-86-125-43 eingetragen. Die Kirche gehört zum Dekanat Neuburg-Schrobenhausen des Bistums Augsburg.

## Beschreibung
Die gotische Saalkirche wurde 1495 erbaut und in der zweiten Hälfte des 17. Jahrhunderts barock umgestaltet. Sie besteht aus dem Langhaus, dem eingezogenen, dreiseitig geschlossenen Chor im Osten und dem Chorflankenturm auf quadratischem Grundriss an der Südwand des Chors. Ende des 17. Jahrhunderts wurde dem Turm ein achteckiges Obergeschoss mit einer Zwiebelhaube aufgesetzt.
Die barocken Altäre sind von den Skulpturen der Barbara von Nikomedien, der Ursula von Köln und des Apostels Andreas umgeben.